# Yann Jounot
Yann Jounot, né le 21 mars 1959 à Tunis (Tunisie), est un haut fonctionnaire français, préfet et spécialiste des questions de sécurité nationale, ancien Coordonnateur national du renseignement auprès du Président de la République. Depuis 2017, il est président Directeur Géneral de Civipol Conseil, l’opérateur de coopération technique du ministère de l’Intérieur à l’international.

## Biographie

### Formation
Yann Jounot est titulaire d’une licence de droit public et diplômé de l'Institut d'études politiques de Paris. Il est admis en 1985 à l’École nationale d'administration (promotion Fernand-Braudel), dont il sort en 1987.

### Carrière dans la haute fonction publique
Yann Jounot intègre le corps préfectoral à la sortie de l'ENA.
Il occupe des postes dans l'administration territoriale entre 1987 et 1991. Il travaille notamment dans les préfectures de la Drôme (directeur de cabinet), de Saône-et-Loire (directeur du cabinet) et de Loir-et-Cher (secrétaire général).
Il rejoint l'administration centrale comme chef du cabinet civil du ministre de la Défense Pierre Joxe entre 1991 et 1993.
A cette date, il devient, rapporteur à la Cour des comptes. Il conserve ce poste jusqu'en 1995, date à laquelle il devient adjoint au sous-directeur (1995-1997), puis sous-directeur (1997-1998) des compétences et des institutions locales dans la Direction générale des Collectivités locales (DGCL).
De retour dans la territoriale, il est de 1999 à 2001 secrétaire général de la préfecture de l'Essonne, où il est membre du conseil d'administration de l'Etablissement public chargé de l'aménagement de la ville nouvelle d'Évry et participe à la création de la communauté d’agglomération Évry-Courcouronnes-Bondoufle-Lisses.
De 2001 à 2006 il est secrétaire général de la préfecture du Nord.
Il devient, de 2006 à 2008, préfet délégué pour la sécurité et la défense auprès du préfet de la région Lorraine, préfet de la zone de défense Est, préfet de la Moselle.
Il est ensuite nommé directeur de la planification de sécurité nationale, puis directeur de la prospective et de la planification de sécurité nationale, au ministère de l'Intérieur, de l'Outre-mer et des Collectivités territoriales (2008-2010).
En 2010, il devient directeur de la protection et de la sécurité de l’Etat au Secrétariat général de la Défense et de la Sécurité nationale.
Il est nommé en 2013 préfet des Hauts de Seine. Il prépare notamment pour le quartier d'affaires La Défense la fusion de l'établissement public de gestion Defacto et de l'établissement public d'aménagement EPADESA dans un seul Établissement public Paris La Défense,.
Il devient Coordonnateur national du renseignement auprès du président de la République en août 2016. Un décret du 14 juin 2017 fait évoluer cette fonction en Coordonnateur national du renseignement et de la lutte contre le terrorisme, poste qu'il occupe donc, avant de devenir, fin juin 2017, Président Directeur Général de Civipol Conseil.

### Spécialiste de la sécurité nationale
La carrière de Yann Jounot est marquée, depuis sa nomination en 2006 comme préfet délégué pour la défense et la sécurité auprès du préfet de la zone de défense Est, par un parcours professionnel axé sur les enjeux de la sécurité nationale, concept nouveau posé par le Livre blanc sur la défense et la sécurité nationale 2008 et confirmé par le Livre blanc sur la défense et la sécurité nationale 2013. Ce concept répond au besoin d’une approche globale des risques et des menaces pour répondre aux enjeux de protection et de promotion des intérêts fondamentaux de la nation française.
Yann Jounot sera en effet chargé en juillet 2008 de créer au ministère de l’Intérieur la nouvelle direction de la planification de sécurité nationale afin de renforcer la capacité du ministère de l’intérieur à coordonner l’action de l’État sur le territoire national pour faire face aux crises majeures. C’est dans ce cadre qu’il met en place le Centre interministériel de crise (CIC) (salle Beauvau), nouveau centre gouvernemental de gestion des crises majeures. Il développe également dans cette fonction le dialogue civilo-militaire en négociant avec le ministère de la Défense, sous la coordination du Secrétariat général de la Défense et de la Sécurité nationale (SGDSN), le premier contrat 10000 hommes prévu par le Livre blanc sur la défense et la sécurité nationale de 2008, afin d’assurer les besoins de protection du territoire national avec l’appui du ministère de la défense. En parallèle, il met en place les premières directives nationales de planification conjointes entre le ministère de l’Intérieur et le ministère de la Défense pour renforcer au niveau territorial la coopération des chaînes territoriales civiles et militaires.
En septembre 2010, appelé au poste de directeur de la protection et de la sécurité de l’Etat au Secrétariat général de la Défense et de la Sécurité nationale (services du Premier ministre), il y consolide la doctrine de l’Etat pour faire face aux crises majeures. Il y élabore également un nouveau schéma de planification gouvernementale. Dans le même temps, il développe l’analyse de risque dans le domaine de la réponse à la menace terroriste (croisement menaces/vulnérabilités) afin de faire monter en maturité les politiques de protection face à l’évolution de la menace terroriste dans le continuum intérieur-extérieur, axe structurant de la nouvelle stratégie de sécurité nationale de l’Etat.
Il participe à la rédaction des propositions du Livre Blanc de 2013 sur la Défense et la Sécurité nationale comme vice-président du Groupe de travail Sécurité nationale, destiné à consolider et approfondir le concept de sécurité nationale posé en 2008 en lui donnant, notamment pour les administrations civiles, un corps de doctrine complet.
Dans ce cadre, il est également à l’origine, avec les représentants des industries de défense et de sécurité, de la création de la filière industrielle de sécurité qui sera lancée officiellement la même année par le premier ministre Jean-Marc Ayrault afin de favoriser le développement des industries de sécurité au niveau national et européen.
A l’été 2013, il est chargé par le Premier Ministre de rédiger, en sa qualité de directeur de la protection et de la sécurité de l’Etat, un rapport sur la prévention de la radicalisation afin de renforcer la capacité de l’Etat à faire face aux mutations de la menace terroriste. Ce rapport, fruit d’une réflexion interministérielle, remis au Premier Ministre en novembre 2013, est à l’origine des nouveaux dispositifs de détection et de traitement de la radicalisation mis en place par les circulaires Cazeneuve de 2014. Ils sont par la suite repris dans le cadre des plans gouvernementaux successifs sur la prévention de la radicalisation, afin que l’Etat dispose face aux nouvelles menaces terroristes d’une stratégie globale, inscrite dans la profondeur et associant prévention et lutte contre la menace terroriste.
Il est nommé préfet des Hauts de Seine en novembre 2013 avant d’être appelé en août 2016 pour exercer les fonctions de  Coordonnateur national du renseignement auprès du Président de la République,,. Jounot prépare la création, le 14 juin 2017, du Centre national de contre-terrorisme. Par décret du même jour, la fonction est rehaussée à Coordonnateur national du renseignement et de la lutte contre le terrorisme, puis il est remplacé par Pierre de Bousquet de Florian.
Depuis fin juin 2017, il est président directeur-général de Civipol Conseil, l’opérateur de coopération technique à l’international du ministère de l’Intérieur.
Il assure par ailleurs, au travers du Groupement d'intérêt économique (GIE) Milipol, la présidence du réseau international des salons Milipol (Paris/Doha/Singapour) qui constitue un levier important pour la promotion des industries de sécurité sur le marché mondial et assurer la montée en gamme des solutions de sécurité face au besoin croissant de protection des différents acteurs, publics et privés.